# Plectrumelectrum
Plectrumelectrum es el trigésimocuarto álbum de estudio del músico estadounidense Prince y el primero y único con su banda soporte 3rdeyegirl. Fue lanzado el 30 de septiembre de 2014 por NPG Records.

## Lista de canciones
Todas las canciones escritas y compuestas por Prince excepto "PlectrumElectrum".. 
| N.º | Título                            | Duración |  |
| 1.  | «Wow»                             | 4:28     |  |
| 2.  | «PretzelBodyLogic»                | 3:26     |  |
| 3.  | «AintTurninRound»                 | 3:02     |  |
| 4.  | «PlectrumElectrum» (instrumental) | 4:51     |  |
| 5.  | «WhiteCaps»                       | 3:43     |  |
| 6.  | «FixUrLifeUp»                     | 3:12     |  |
| 7.  | «BoyTrouble»                      | 3:53     |  |
| 8.  | «StopThisTrain»                   | 3:41     |  |
| 9.  | «AnotherLove»                     | 4:16     |  |
| 10. | «TicTacToe»                       | 3:38     |  |
| 11. | «Marz»                            | 1:48     |  |
| 12. | «FunkNRoll»                       | 4:10     |  |

## Listas de éxitos
| Lista (2014)                      | Posición |
| --------------------------------- | -------- |
| Australia (ARIA)                  | 33       |
| Bélgica (Ultratop flamenca)       | 20       |
| Bélgica (Ultratop valona)         | 35       |
| Dinamarca (Hitlisten)             | 8        |
| Países Bajos (Album Top 100)      | 9        |
| Francia (SNEP)                    | 13       |
| Hungría (MAHASZ)                  | 6        |
| Nueva Zelanda (Recorded Music NZ) | 31       |
| Noruega (VG-lista)                | 8        |
| Suiza (Schweizer Hitparade)       | 50       |
| Reino Unido (UK Albums Chart)     | 11       |
| Estados Unidos (Billboard 200)    | 8        |
| Estados Unidos (Top Rock Albums)  | 1        |